# Bill Heikkila
Bill Heikkila (eigentlich William Heikkila; * 17. August 1944 in Toronto) ist ein ehemaliger kanadischer Speerwerfer.
1967 wurde er Sechster bei den Panamerikanischen Spielen in Winnipeg, 1968 schied er bei den Olympischen Spielen in Mexiko-Stadt in der Qualifikation aus, und 1970 wurde er Achter bei den British Commonwealth Games in Edmonton. 
1967 und 1968 wurde er Kanadischer Meister. Seine persönliche Bestleistung von 78,41 m stellte er am 16. Mai 1968 in Corvallis auf.